# Королевские ирландские рейнджеры
Королевские ирландские рейнджеры (англ. Royal Irish Rangers), полное название — 27-й (Иннискиллингский), 83-й и 87-й полк Королевских ирландских рейнджеров (англ. 27th (Inniskilling), 83rd and 87th Royal Irish Rangers Regiment) — пехотный полк Британской армии, существовавший с 1968 по 1992 годы.

## Образование
1 июля 1968 три оставшихся ирландских полка в Британской армии были объединены в новое подразделение. Этими полками были Королевские иннискиллингские фузилёры, Королевские ольстерские стрелки и Королевские ирландские фузилёры. Новый полк получил название Королевских ирландских рейнджеров, а день его образования стал известен как «День перехода» (англ. Vesting Day), поскольку традиции старых полков переходили к только что сформированным. Три полка были преобразованы в батальоны: в декабре 1968 года в рамках той же военной реформы 3-й батальон (Королевские ирландские фузилёры) был расформирован. Полк получил название «рейнджеров» как собирательное название для терминов «стрелки» и «фузилёры», чтобы не возникало путаницы; к тому же впервые с 1922 года в британской армии появились рейнджеры (после роспуска Коннахтских рейнджеров). С образованием дивизий пехоты Королевские ирландские рейнджеры вступили в Его Величества дивизию наравне с полками с севера Англии.

## Униформа
Следуя традициям всех трёх полков, в униформу вошли:
- Кобин — ирландский традиционный головной убор
- Плюмаж зелёного цвета (Королевские иннискиллингские фузилёры)
- Монограммы с головных уборов Королевских иннискиллингских фузилёров
- Чёрные пуговицы (Королевские ольстерские стрелки)
- Портупея коричневого цвета с крестом (компромисс между коричневой у фузилёров и чёрной с крестом у стрелков)
- Волынка, утверждённая во всех частях Британской армии
- Эмблемы каждого из полков-предшественников (изображены на килтах)

## Служба
- Северная Ирландия: в 1989 и 1991 году в Северную Ирландию были переброшены 1-й и 2-й батальоны полка соответственно, что позволило оказать серьёзную помощь Ольстерскому оборонному полку.
- Британская армия на Рейне: 1-й батальон проходил службу в Оснабрюке, 2-й — в Лемго.
- США: в середине 1970-х Ирландские рейнджеры прибыли в Вашингтон в рамках официального визита. Один из ирландских рейнджеров заявил, что его подразделение прибыло в США впервые со времён англо-американской войны, хотя это не соответствовало истине (ирландские солдаты были только в английских полках).
- Босния и Герцеговина: Ирландские рейнджеры прибыли в качестве подкрепления Чеширскому полку.
- Фолклендские острова: после окончания войны против Аргентины часть солдат несла службу на островах.

## Расформирование
В 1992 году в рамках очередной военной реформы Королевские ирландские рейнджеры были объединены с Ольстерским оборонным полком в Королевский ирландский полк.

## Известные служащие
- Уильям Дж. Бест (рейнджер, 1-й батальон). В 1972 году убит в Дерри боевиками ИРА.
- Талаяси Лабалаба (штаб-сержант, 2-й батальон). Участвовал в битве при Мирбате во время войны в Дофаре как солдат 22-го подразделения SAS, погиб в бою 19 июля 1972. Награждён Медалью Британской империи, посмертно награждён благодарностью.
- Д. П. Фаррелл (майор, 1-й батальон). Убит 23 марта 1974 боевиками ИРА («официальное» крыло) в Маунтфилде, когда выгуливал собаку. Награждён Медалью Британской империи.
- С. Гартуэйт (капитан). Участник войны в Дофаре, солдат 22-го полка SAS. Отмечен благодарностью 12 апреля 1974.
- Чарльз Джордж Маклафлин (рейнджер, 1-й батальон). Погиб во время пожара в дни забастовки пожарной службы 6 декабря 1977.
- Хью Томпсон (рейнджер, 1-й батальон). Погиб во время пожара в дни забастовки пожарной службы 6 декабря 1977.
- Хью Макгинн (уорент-офицер 2-го класса, 5-й батальон). 28 декабря 1980 в Арма убит у двери своего дома боевиками ИНОА.
- Тревор Э. Эллиот (сержант, 5-й батальон). Убит боевиками ИРА («временное» крыло) в Киди.
- Тревор Мэй (капрал, 4-й батальон). Погиб 9 мая 1984 в Ньюри при взрыве заминированного автомобиля.
- Томми Гибсон (лэнс-капрал, 4-й батальон). Убит боевиками ИРА («временное» крыло) в Килри.
- Сайрил Дж. Смит (рейнджер, 2-й батальон). Погиб 24 октября 1990 при попытке спасти заложников в Ньюри в результате взрыва бомбы. Посмертно награждён Медалью Королевы за отвагу.
- Роберт Дансит (рейнджер, 4-й батальон). Погиб 17 января 1992, перевозя рабочих к казармам в Ома и наткнувшись на наземную мину близ Кукстауна[2].